# La Sure
Ne doit pas être confondu avec la Grande Sure dans le massif de la Chartreuse.
La Sure est un sommet du massif du Vercors qui culmine à 1 643 mètres d'altitude dans le département français de l'Isère, en région Auvergne-Rhône-Alpes. Il est situé entre la Buffe (1 623 mètres) et le plateau du Sornin (1 596 mètres), sur la rive gauche de la partie médiane de la cluse de l'Isère, et surplombe les communes de Veurey-Voroize et Noyarey. Il offre un panorama sur l'agglomération grenobloise, le massif de la Chartreuse et le massif du Mont-Blanc. Il est composé de calcaire urgonien. À son sommet se trouve une petite station météorologique.